# Аерологічна обсерваторія
Аерологі́чна обсервато́рія — наукова установа, в якій проводять систематичні дослідження високих шарів атмосфери. В аерологічній обсерваторії спостереження проводять способом підіймання метеорографів, запуску куль-пілотів, радіозондів тощо. Аерологічні обсерваторії мають аеростати, радіолокатори, спеціально устатковані літаки («летючі лабораторії»), за допомогою яких вивчають хмарність, обледеніння, електричні і оптичні властивості атмосфери та інші явища.